# السرخب (مناخة)

تعديل مصدري - تعديل

السرخب هي إحدى قرى عزلة بني إسماعيل بمديرية مناخة التابعة لمحافظة صنعاء، بلغ تعداد سكانها 70 نسمة حسب تعداد اليمن لعام 2004.